# Charles Fambrough
Charles Edward Fambrough, ook wel Broski genoemd, (Philadelphia, 25 augustus 1950 - Allentown (Pennsylvania), 1 januari 2011) was een Amerikaans jazzbassist en -componist.

## Biografie
Zijn vader zong bas in een kerkkoor. De jonge Fambrough bespeelde aanvankelijk de piano, maar in 1963 kreeg hij zijn eerste lessen klassieke contrabas van Neil Courtney (van het Philadelphia Orchestra). Hij ging naar Settlement Music School en West Philadelphia High School, waar hij bevriend raakte met collega-bassist Stanley Clarke. Hij speelde indertijd met onder anderen Eric Gravatt (drums) en Mark Kramer (piano).
In 1968 begon hij aan zijn professionele carrière als bassist. Hij speelde in theaters en maakte deel uit van de huisband van het Amerikaanse praatprogramma The Mike Douglas Show. Hij speelde tijdelijk in nachtclubs in New York (eerst funk en rhythm-and-blues, later ook jazz) en sloot zich in 1969 in Philadelphia aan bij Andy Aaron's Mean Machine, waar ook Grover Washington jr. in speelde. Toen Washington vertrok om zijn eigen groep te vormen, ging Fambrough met hem mee. De twee speelden samen van 1970 tot en met 1974. Hierna speelde hij achtereenvolgens met Airto Moreira (1975-1977), McCoy Tyner (1978-1980) en Art Blakey (1980-1982). In de Jazz Messengers, de groep van Blakey, leerde hij Wynton Marsalis kennen. In 1982 speelde hij voor het eerst in Marsalis' groep, op het album Fathers and Sons. Van Fambrough werd in 1991 zijn eerste album als leader uitgebracht, getiteld The Proper Angle. Hij woonde in de jaren negentig in Doylestown en verhuisde aan het begin van de jaren 2000 naar Allentown.

## Discografie

### Alssideman
- McCoy Tyner - Focal Point (1976)
- McCoy Tyner - The Greeting (1978)
- Rahsaan Roland Kirk - Boogie-Woogie String Along for Real (1978)
- McCoy Tyner - Horizon (1980)
- Art Blakey - Album of the Year (1981)
- Art Blakey - Keystone 3 (1982)
- George Kawaguchi en Art Blakey - Killer Joe (1982)
- Wynton Marsalis - Fathers and Sons (1982)
- Art Blakey - Oh-By the Way (1984)
- Roy Hargrove - Diamond in the Rough (1990)
- Bill O'Connel - Lost Voices (1993)
- Kei Akagi - Mirror Puzzle (1994)
- Pharoah Sanders - Crescent with Love (1994)
- Lenny White - Present Tense (1995)
- Kevin Mahogany - My Romance (1998)
- Stanley Clarke - Portrait (1998)
- McCoy Tyner - Focal Point (1999)

### Alsleader
- The Proper Angle (1991)
- The Charmer (1992)
- Blues at Bradley's (1993)
- Keeper of the Spirit (1994)
- City Tribes (1995)
- Upright Citizen (1997)
- Live at Zanzibar Blue (2002, livealbum)

## Persoonlijk leven
Fambrough huwde eerst de zus van Clarke, maar trouwde later met Dolores. Hij liet vier dochters (Maria, Carla, Andrea en Alycia), een zoon (Mark) en een kleindochter na.